# دیلون (کارولینای جنوبی)
دیلون(به انگلیسی: Dillon) شهری در ایالت کارولینای جنوبی کشور ایالات متحده آمریکا است که جمعیت آن در سرشماری سال ۲۰۱۰ میلادی، ۶٬۷۸۸ نفر بوده‌است.